# 미국 전자 산업 협회
미국 전자 산업 연합(Electronic Industries Alliance, EIA)은 전자 산업계 단체로 각종 조사, 제안, 규격 제정 등의 일을 하고 있다. 본부는 버지니아주 앨링톤에 위치하고 있다.
회원 기업으로 전자 부품 생산자에서부터 항공, 군사 산업등 복합 시스템 메이커까지 약 300여 사가 있다. 규격제정에 대해서는 미국의 국가 기관인 미국 국가 표준 위원회 (ANSI)로부터도 신임을 받고 있다.
EIA가 제정한 규격의 예로 직렬 통신에 사용되는 RS-232C, EIA-574, LAN용 트위스트 베어 케이블 규격인 EIA/TIA-568B 등이 있다.

## 하부 분야
- ECA (Electronic Components, Assemblies, Equipment & Supplies Association)
- JEDEC
- GEIA (Government Electronics and Information Technology Association, 현재는 테크아메리카의 일부)
- TIA (Telecommunications Industry Association, 미국 전기통신공업회)
- CEA (Consumer Electronics Association, 미국 가전협회

## 잘 알려진 표준
- RS-170
- RS-232, EIA-422, RS-449, EIA-485 (직렬 통신)
- EIA-274 (G 코드)
- RS-279 (전기 색 코드)
- EIA-708
- EIA-568/TIA-568 (전자 통신 케이블링 표준)